# Olympische Jugend-Sommerspiele 2018/Teilnehmer (Äquatorialguinea)
| Gelbes Symbol für Goldmedaillen mit stilisierten Olympischen Ringen | Graues Symbol für Silbermedaillen mit stilisierten Olympischen Ringen | Braundes Symbol für Bronzemedaillen mit stilisierten Olympischen Ringen |
| ------------------------------------------------------------------- | --------------------------------------------------------------------- | ----------------------------------------------------------------------- |
| —                                                                   | —                                                                     | —                                                                       |

Die Jugend-Olympiamannschaft aus Äquatorialguinea für die III. Olympischen Jugend-Sommerspiele vom 6. bis 18. Oktober 2018 in Buenos Aires (Argentinien) bestand aus drei Athleten.

## Athleten nach Sportarten

### Leichtathletik
Mädchen
- Érica Mouwangui
100 m: 29. Platz

### Schwimmen
| Mädchen - Rita Ekomba 50 m Freistil: 52. Platz (Vorlauf) 50 m Brust: 40. Platz (Vorlauf) | Jungen - Andrés Akue 50 m Freistil: 52. Platz (Vorlauf) 50 m Brust: 34. Platz (Vorlauf) |